# Hirotaka Takeuči
Hirotaka Takeuči (* 8. ledna 1971) je japonský horolezec, který se stal třicátým třetím člověkem a prvním Japoncem jemuž se podařilo vystoupit na všech 14 osmitisícových vrcholů. Při výstupech na Mount Everest, K2 a Makalu použil umělý kyslík. Jeho častými lezeckými partnery jsou Ralf Dujmovits a Gerlinde Kaltenbrunnerová. Takeuči je ženatý a má 2 děti.

## Horolezecké úspěchy
Takeuči vylezl na svou první osmitisícovku Makalu ve věku 25 let.Jeho spolulezcem byl tehdy zkušený japonský horolezec Osamu Tanabe. Od roku 2004 lezl společně s Ralfem Dujmovitsem a Gerlindou Kaltenbrunnerovou s nimiž byl na vrcholu několika osmitisícovek. V roce 2005 na Šiša Pangmě dostal akutní výškovou nemoc, ale včasný zásah Kaltenbrunnerové, která je zdravotní sestra ho zachránil. O rok později Takeuči, Dujmovits, Kaltenbrunnerová a Veikka Gustafsson zdolali Kančendžengu a krátce na to se pokusili zdolat i Lhoce, ale museli se otočit asi 100 metrů pod vrcholem. V roce 2007 při výstup na Gašerbrum II byli Takeuči a také další tři horolezci zasaženi lavinou. Takeuči přežil s několika zraněními. Roku 2012 jako první Japonec vystoupil na všech 14 osmitisícovek, přičemž jeho posledním vrcholem byla Dhaulágirí.

## Úspěšné výstupy na osmitisícovky
- 1995 Makalu (8 465 m n. m.)
- 1996 Mount Everest (8 848 m n. m.)
- 1996 K2 (8611 m n. m.)
- 2001 Nanga Parbat (8 125 m n. m.)
- 2004 Annapurna (8 091 m n. m.)
- 2004 Gašerbrum I (8 068 m n. m.)
- 2005 Šiša Pangma (8 013 m n. m.)
- 2006 Kančendženga (8 586 m n. m.)
- 2007 Manáslu (8 163 m n. m.)
- 2008 Gašerbrum II (8 035 m n. m.)
- 2008 Broad Peak (8 047 m n. m.)
- 2009 Lhoce (8 516 m n. m.)
- 2011 Čo Oju (8 201 m n. m.)
- 2012 Dhaulágirí (8 167 m n. m.)